# Monte Carlo Masters 2007
Monte Carlo Masters 2007 — тенісний турнір, що проходив на ґрунтових кортах у місті Рокбрюн-Кап-Мартен, Франція з 16 квітня . Належав до категорії Masters Series, був турніром серії Мастерс Монте-Карло 2007 року.

## Фінальна частина

### Одиночний розряд
Рафаель Надаль —  Роджер Федерер 6–4, 6–4

### Парний розряд
Боб Браян /  Майк Браян —  Жульєн Беннето /  Рішар Гаске 6–2, 6–1